# Saint-Pierre-Langers
Saint-Pierre-Langers – miejscowość i gmina we Francji, w regionie Normandia, w departamencie Manche.
Według danych na rok 2015 gminę zamieszkiwało 565 osób (wśród 1815 gmin Dolnej Normandii Saint-Pierre-Langers plasuje się na 543. miejscu pod względem liczby ludności, natomiast pod względem powierzchni na miejscu 611.).